# بوهن-ان-ومندوا
بوهن-ان-ومندوا (به فرانسوی: Bohain-en-Vermandois) یک کمون در فرانسه است که در ان (ا-دو-فرانس) واقع شده‌است. بوهن-ان-ومندوا ۳۱٫۷۴ کیلومتر مربع مساحت دارد ۱۳۰ متر بالاتر از سطح دریا واقع شده‌است.